# نادية أو
نادية أو (بالإنجليزية: Nadia Oh)‏ هي رابر ومغنية بريطانية، ولدت في 1989 في إنجلترا في المملكة المتحدة.

## وصلات خارجية
- الموقع الرسمي
- نادية أو على موقع ميوزك برينز (الإنجليزية)
- نادية أو على موقع ديسكوغز (الإنجليزية)